# US-방글라 항공 211편 추락 사고
US-방글라 항공 211편 추락 사고는 2018년에 일어난 항공 사고이다. 2018년 3월 12일 방글라데시 다카의 샤잘랄 국제공항에서 네팔 카트만두 트리부반 국제공항으로 가던 US-방글라 항공 211편이 트리부반 국제공항 인근에 추락하였다. 착륙하려던 중 추락하였으며, 항공기는 화염에 휩싸였다. 항공기에는 67명의 승객과 4명의 승무원이 타고 있었으며, 이 사고로 51명이 사망하고 20명이 부상을 입었다.